# Čedomil Veljačić
Čedomil Veljačić (Bhikkhu Ñāṇađīvako), hrvaški filozof, orientalist in eden najpomembnejših predstavnikov hrvaškega budizma *18. junij 1915, Zagreb, Hrvaška, † 28. december 1997, San Francisco, Kalifornija. 

## Biografija

### Mladost
Čedomil Veljačić se je rodil v katoliški družini sodnemu tajniku Oskarju in materi Magdaleni (rojeni Velner) v Zagrebu. V svojem otroštvu in mladosti se je z družino veliko selil po Hrvaški ter Bosni in Hercegovini, zato se ni nikoli počutil kot del katerekoli kulturne ali etnične skupine. Kot srednješolec v Sarajevu je bil naklonjen Mahatmi Gandhiju, pri čemer je podpiral njegovo jainistično načelo nenasilja in zato nasprotoval takratni družbi ter načinu življenja. Študiral je na Filozofski fakulteti v Zagrebu in leta 1939 diplomiral. Prve pesmi, ocene knjig in člankov je objavljal že v letih 1936 in 1937 in sicer v literarnih revijah Savremenik in Obzor. Od 19. leta je bil tudi aktiven član Vegetarijanskega društva, zato je tudi redno pisal članke za njihovo revijo Vegetarizam (1937-39). Svoj prvi filozofski članek je objavil tik pred drugo svetovno vojno (1940) pod naslovom »Etika in politika« v Novi Evropi. 

### Kariera in pot k budizmu
Po diplomi iz filozofije je bil Veljačić za kratek čas zaposlen kot učitelj v mestu Visoko. Kasneje je postal ravnatelj gimnazije na Visu, kjer se je tudi poročil in kmalu dobil hči. Med drugo svetovno vojno se je z družino odpravil v južno Italijo, kjer je med branjem italijanskega prevoda 700-verznega hindujskega spisa Bhagvad-gita prišel v stik z vzhodnimi filozofijami. Nad delom ni bil navdušen, saj je po njegovem mnenju opisovalo necivilizirano in divje arijsko plemstvo, ki opravičuje ubijanje in voljo do moči. Posledično se je posvetil predvsem preučevanju gandijevske etike nenasilja in naukom, ki so bližje džainizmu (jainizmu) in budizmu. Od leta 1944 je bil tudi član predstavništva nove Jugoslavije v Italiji in Nemčiji. V Bonnu pa je študiral tudi sanskrt. V letih po vojni je nadaljeval z raziskovanjem vzhodnih filozofij in leta 1962 doktoriral iz primerjalne študije indijske in evropske filozofije ter postal predstojnik Oddelka za filozofijo azijskih narodov na Filozofski fakulteti v Zagrebu. V tem obdobju je skupaj s profesorjema Radoslavom Katičićem in Svetozarjem Petrovićem sodeloval pri oblikovanju programa za študij indologije. Po enem študijskem letu pa se je Veljačić odločil, da bo odšel v Indijo. 

### Življenje v Indiji
Prelomna pot v njegovem življenju je bila pot v Indijo, ki jo je spoznal kot svojo duhovno domovino. V obdobju od 1963 do 1965 je Veljačić tako živel v Indiji kot gostujoči profesor v okviru indijsko-jugoslovanske kulturne izmenjave in poučeval na znanih univerzah v Madrasu (južna Indija), Delhiju in Santiniketanu (vzhodna Indija, provinca Bengal). Povod za življenje v Indiji je bila njegova mladostna zgroženost nad nasiljem in zločini v drugi svetovni vojni. Močno je nasprotoval takratnemu materializmu in si želel odmika. Čas bivanja v Indiji je izkoristil za nadaljnji študij indijskih filozofij in budizma, izpopolnjevanje jezika (sanskrt, pali in drugi prakriti), intenzivno prevajanje nekaterih temeljnih indijskih filozofskih del ter pisanje primerjalnih študij vzhodnih in zahodnih filozofij. 

### Življenje na Šrilanki
V začetku leta 1966 je odšel na Šrilanko in izpolnil svoje sanje o posvečenju v meniški red budistične teravade. Istega leta je bil posvečen kot samaṇera (novinec v budističnem samostanu), po dveh letih vajeništva pa se je posvetil v meniha z imenom Bhikkhu Nanajivako. V osami je pisal svoja glavna dela, članke, pisma in ocene napisane ter objavljene v več jezikih: hrvaščini, angleščini in nemščini. Njegova akademska dejavnost ga je kljub oddaljenosti zaradi bivanja na Šrilanki še naprej ohranjala prisotnega v jugoslovanskih in zahodnih akademskih krogih. Kljub nenehnemu povpraševanju iz Jugoslavije se filozof v domovino ni nikoli vrnil.

### Selitev v ZDA in smrt
Na Šrilanki je ostal vse do leta 1989, ko je na otoku izbruhnila državljanska vojna. Poleg vojne je na njegov odhod vplivala tudi njegova starost in z njo povezano poslabšanje njegovega zdravstvenega stanja. Tako se je na predlog hčerke Snježane Akpinar, s katero je raziskoval ostanke jainiske kulture v predislamski Arabiji, preselil v ZDA, kjer je zadnja leta življenja preživel v samostanu Deset tisoč bud v Kaliforniji in 28. decembra 1997 tudi umrl. 

## Pomen
Veljačić je kot pionir jugoslovanskih akademskih študij vzhodnih filozofij (predvsem budizma) postal najbolj znan in priljubljen hrvaški predstavnik budizma in vzhodnjakov nasploh. K iskanju pomena v okvirjih budizma in drugih vzhodnih filozofij je napeljal mnogo ljudi izven akademskih krogov. Značilno zanj je bilo, da je k vzhodni modrosti pristopal komparativno, primerjal jo je z zahodno filozofijo, predpostavka te primerjave pa je philosophia perennis, večna ljubezen do modrosti, za katero je bistvenega pomena spoznavni etos: “Prave filozofije ne moremo niti misliti, če v skladu z njo ne živimo.” (Veljačić, 1992). Najpomembnejše načelo tega etosa pa je ahimsa, nenasilje. Morda je prav to glavno poslanstvo Veljačićevih knjig, tudi njegovega najobsežnejšega dela Ločnice azijskih filozofij, kajti te ločnice predstavljajo strpnost in policentričnost različnih kultur in naukov. 
V obdobju druge polovice 20. stoletja je Veljačić tako postal najbolj znano ime hrvaške filozofske indologije in najslavnejši hrvaški pisec na tem področju. Čeprav v samoti na oddaljeni Šrilanki, je postal najbolj znan misijonar budizma v Jugoslaviji. Pod njegovim vplivom in vodstvom so še naprej delovala znana imena domače filozofske indologije, med katerimi je bila zagotovo najbolj znana Rada Iveković, takratna profesorica na Fakulteti za humanistične in družbene vede v Zagrebu, ki je skupaj z Veljačićem postala najslavnejša domača avtorica primerjalnih študij in prevajalka številnih vzhodnih (predvsem budističnih) filozofskih del. 

## Omembe v slovenski literaturi
Po osamosvojitvi Slovenije s svojimi deli ni imel posebnega vpliva oz. pomena za razvoj slovenske literature.  

## Citati
“Živim drevo, živim cvet, vse okrog mene je del mojega najglobljega bitja.” (Veljačić, 1992) 

## Dela
Knjige:
- Filozofija istočnih naroda, I - II. Filozofska hrestomatija, knj. XI - XII. - Zagreb, Hrvaška, 1958. (Ločnice azijskih filozofij)

- Komparativno proučavanje indijske i evropske filosofije - Stari vijek. Znanstvena razprava, Zagreb, 1961.
- Pjesme prosjaka i prosjakinja: Izbor iz rane buddhističke poezije. - Veselin Masleša, Sarajevo, 1977 in 1990.
- Budizam. - Vuk Karadžić, Beograd, 1977.

Članki:
- Kina pod bremenom svoje hiljadugodišnje kulture. - „Filozofija“ (Beograd), 1962, št. 3.
- Problem ništavila u buddhističkoj filozofiji. - „Praxis“ (Zagreb), 1974, št. 3-5.
- Pjesme iz Indije. - „Oko“ (Zagreb), 1978, št. 161.
- Granice buddhističkog nihilizma. - „Theoria“ (Beograd), 1981, št. 4.

Pisma:
- Pisma Vladeti Jerotiću. Objavljeno v knjigi “Preteče hrišćanstva” (Jerotić V.), Beograd: Ars Libri, 2008.

Povezava do seznama drugih del: https://www.rastko.rs/rastko/delo/13037